# مقدم برنامج ألعاب
مقدم برنامج الألعاب هو الشخص الذي يدير البرنامج، ويقدم المتسابقين، ويطرح عليهم الأسئلة لاختبار معرفتهم أو مهاراتهم. بالإضافة إلى ذلك، يكون مسؤولًا عن توجيه مجريات اللعبة، وشرح القواعد، والتفاعل مع المشاركين والجمهور للحفاظ على حماس المشاهدين. قد تتضمن واجبات مضيف البرنامج أيضًا الإعلان عن الجوائز، وإدارة الفواصل الزمنية أثناء العرض، والتنسيق مع فريق الإنتاج لضمان سير البرنامج بسلاسة. في بعض الحالات، قد يشارك في كتابة أو تعديل نصوص البرنامج، أو حتى المساعدة في تطوير أفكار جديدة للعروض المستقبلية.
تعتمد شعبية برنامج الألعاب إلى حد كبير على كاريزما المضيف وقدرته على خلق جو تفاعلي وممتع، حيث يُعتبر صوته، أسلوبه، وروح الدعابة لديه عناصر أساسية في نجاح البرنامج. 

## تاريخ
يعود تاريخ استضافة برامج الألعاب إلى عام 1938، عندما أصبح فريدي جريسوود أول مضيف لبرنامج ألعاب. قام بتقديم برنامج تهجئة النحلة، وهو برنامج مسابقات مدته خمس عشرة دقيقة، تم بثه في المملكة المتحدة عبر كل من الراديو والتلفزيون.
يُعد تهجئة النحلة أحد أوائل برامج الألعاب التي جلبت فكرة المنافسة الترفيهية إلى الجمهور، مما مهد الطريق لتطور هذا النوع من البرامج عبر العقود. ومع مرور الوقت، شهدت برامج الألعاب تطورًا كبيرًا من حيث الشكل والمضمون، حيث أصبحت أكثر تفاعلية، مع إدخال عناصر تكنولوجية مثل الأزرار الإلكترونية، والجرافيكس المتطورة، والتواصل المباشر مع الجمهور عبر الإنترنت.
مع ازدياد شعبية التلفزيون في منتصف القرن العشرين، ظهر عدد من المضيفين البارزين الذين أصبحوا أيقونات ثقافية بفضل أسلوبهم المميز وقدرتهم على جذب المشاهدين، مما ساهم في نجاح العديد من البرامج التي استمرت لعقود.

## صفات
في الولايات المتحدة، كان مقدمو برامج الألعاب محافظين أو ليبراليين في معتقداتهم السياسية. تشمل أسباب ذلك الأصول الريفية للعديد من المضيفين (كان من المتوقع أن يكون لدى الشخصيات التلفزيونية المبكرة لهجات إنجليزية أمريكية عامة طبيعية، والتي كانت أكثر بروزًا في الغرب الأوسط ) وطبيعة تنسيق برنامج الألعاب المبني على الجدارة.

## الأرقام القياسية العالمية
في يونيو 2014، حقق أليكس تريبيك رقمًا قياسيًا عالميًا جديدًا في استضافة عدد أكبر من حلقات برنامج ألعاب تلفزيوني واحد من أي شخص آخر في تاريخ التلفزيون. كان بوب باركر يحمل هذا الرقم القياسي سابقًا. في عام 2019، أصبح بات ساجاك صاحب أطول فترة استضافة لبرنامج ألعاب، متغلبًا على الرقم القياسي السابق لباركر الذي بلغ 35 عامًا في استضافة برنامج ذا برايس إزرايت.